# Mésorégion de Campinas
La région de Campinas est l'une des 15 mésorégions de l'État de São Paulo. Elle regroupe 49 municipalités groupées en 5 microrégions.

## Données
La région compte 3 783 597 habitants pour 14 226 km2.

## Microrégions
La mésorégion de Campinas est subdivisée en 5 microrégions :
- Amparo ;
- Campinas ;
- Moji-Mirim ;
- Pirassununga ;
- São João da Boa Vista.